# Championnat de Nouvelle-Zélande de football 1972
Navigation
Saison précédente Saison suivante
La saison 1972 du Championnat de Nouvelle-Zélande de football est la 3e édition du championnat de première division en Nouvelle-Zélande. La NSL (National Soccer League) regroupe dix clubs du pays au sein d'une poule unique, où ils s'affrontent deux fois au cours de la saison, à domicile et à l'extérieur. À la fin de la compétition, le dernier du classement est relégué et remplacé par le meilleur club des ligues régionales sont promues parmi l'élite. 
C'est le club de Mount Wellington AFC qui remporte la compétition après avoir terminé en tête du classement final, à égalité de points mais une meilleure différence de buts que Blockhouse Bay et un seul point d'avance sur Christchurch United AFC. C'est le premier titre de champion de Nouvelle-Zélande de l'histoire du club.

## Les clubs participants
| - Blockhouse Bay - Christchurch United AFC - Eastern Suburbs AFC - Stop Out - Caversham AFC | - Gisborne City AFC - New Brighton AFC - Promu de D2 - Mount Wellington AFC - Wellington City - Auckland City FC (ex-Mount Albert-Ponsonby AFC) |

## Compétition

### Classement
Le barème utilisé pour établir le classement est le suivant :
- Victoire : 2 points
- Match nul : 1 point
- Défaite : 0 point

| Rang | Équipe                      | Pts | J  | G  | N | P  | Bp | Bc | Diff |
| ---- | --------------------------- | --- | -- | -- | - | -- | -- | -- | ---- |
| 1    | Mount Wellington AFC        | 28  | 18 | 13 | 2 | 3  | 46 | 19 | +27  |
| 2    | Blockhouse Bay              | 28  | 18 | 12 | 4 | 2  | 35 | 17 | +18  |
| 3    | Christchurch United AFC (C) | 27  | 18 | 12 | 3 | 3  | 42 | 23 | +19  |
| 4    | Eastern Suburbs AFC (T)     | 22  | 18 | 9  | 4 | 5  | 42 | 28 | +14  |
| 5    | Gisborne City AFC           | 17  | 18 | 6  | 5 | 7  | 32 | 28 | +4   |
| 6    | Stop Out                    | 16  | 18 | 5  | 6 | 7  | 25 | 30 | -5   |
| 7    | Wellington City             | 15  | 18 | 6  | 3 | 9  | 23 | 26 | -3   |
| 8    | Caversham AFC               | 13  | 18 | 5  | 3 | 10 | 25 | 43 | -18  |
| 9    | New Brighton AFC (P)        | 7   | 18 | 1  | 5 | 12 | 23 | 45 | -22  |
| 10   | Auckland City FC            | 7   | 18 | 2  | 3 | 13 | 21 | 57 | -36  |

|  | Champion de Nouvelle-Zélande 1972                                                       |
|  | Relégation directe en deuxième division                                                 |
|  | (T) : Tenant du titre (C) : Vainqueur de la Coupe de Nouvelle-Zélande (P) : Promu de D2 |

## Bilan de la saison
| Championnat de Nouvelle-Zélande de football 1972                             |                                  |
| Champion                                                                     | Mount Wellington AFC (1er titre) |
| Coupes et trophées                                                           |                                  |
| Vainqueur de la Coupe de Nouvelle-Zélande 1972                               | Christchurch United AFC          |
| Promotions et relégations                                                    |                                  |
| Promus en Championnat de Nouvelle-Zélande de football                        | Wellington Diamond United        |
| Relégués en Championnat de Nouvelle-Zélande de football de deuxième division | Auckland City FC                 |